# Gridlock’d (ścieżka dźwiękowa)
Gridlock’d – oficjalna ścieżka dźwiękowa powstała do filmu Klincz, która została wydana 28 stycznia
1997 roku przez Interscope Records oraz Death Row Records. W pierwszym tygodniu sprzedaż płyty wyniosła ok. 150 500 kopii debiutując na szczycie listy sprzedaży Billboard 200.

## Lista utworów
1. „Wanted Dead or Alive” – 2Pac/Snoop Dogg
2. „Sho Shot” – The Lady Of Rage
3. „It's Over Now” – Danny Boy
4. „Don't Try To Play Me Homey” – Dat Nigga Daz
5. „Never Had A Friend Like Me” – 2Pac
6. „Why” – Nate Dogg
7. „Out The Moon” (Boom, Boom, Boom) – Snoop Dogg/Soopafly/Hershey Loc/Tray Deee/2Pac
8. „I Can't Get Enough” – Danny Boy
9. „Tonight It's On” – Bgoti
10. „Off The Hook” – Snoop Dogg/Charlie Wilson/Val Young/James DeBarge
11. „Lady Heroin” – J-Flexx
12. „Will I Rize” – Storm
13. „Body And Soul” – O.F.T.B. feat. Jewell
14. „Life Is A Traffic Jam” – Eight Mile Road - 2Pac
15. „Deliberation” – Cody Chesnutt

## Pozycje na listach przebojów
| Rok  | Album              | Najwyższa pozycja | Najwyższa pozycja |
| Rok  | Album              | Billboard 200     | Hot 100           |
| ---- | ------------------ | ----------------- | ----------------- |
| 1997 | „Gridlock’d (OST)” | 1                 | 1                 |